# Musaranya de Sulawesi
La musaranya de Sulawesi (Crocidura rhoditis) és una espècie de mamífer eulipotifle de la família de les musaranyes (Soricidae) endèmica de Sulawesi (Indonèsia).